# Christian Wolff

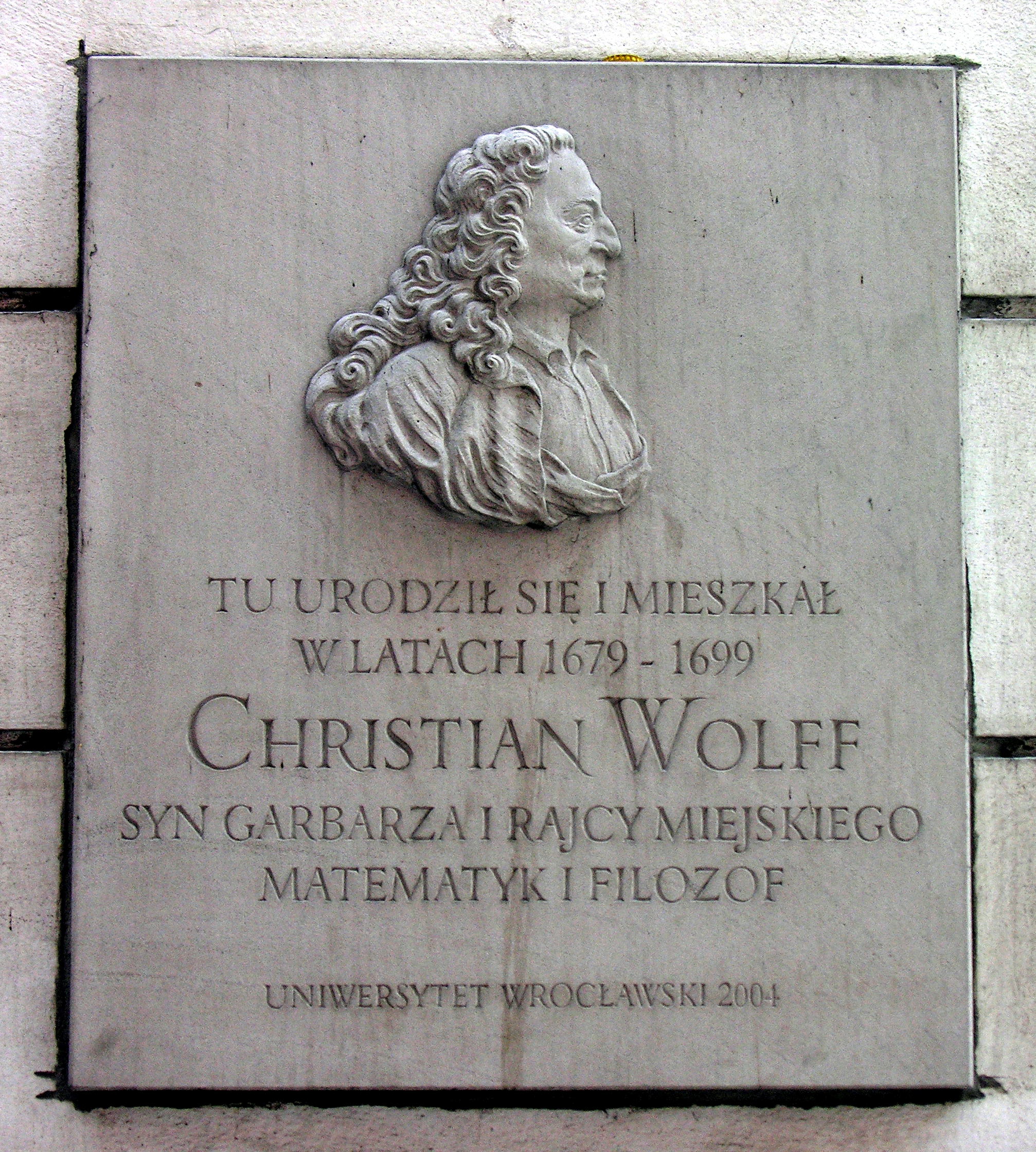
Tablica pamiątkowa we Wrocławiu

Christian Wolff, właśc. Christian Freiherr von Wolff (ur. 24 stycznia 1679 we Wrocławiu, zm. 9 kwietnia 1754 w Halle) – niemiecki filozof, matematyk i prawnik, profesor na Uniwersytecie w Halle, jeden z czołowych przedstawicieli wczesnego oświecenia. Uchodzi za najwybitniejszego filozofa niemieckiego między Leibnizem a Kantem. Rozwijał także inne dyscypliny wiedzy, takie jak ekonomia, prawo czy administracja. Jeden z twórców nauki o prawach natury. Usiłował godzić myśl racjonalistyczną z objawieniem.

## Życiorys
Wolff urodził się 24 stycznia 1679 we Wrocławiu w mieszczańskiej rodzinie rzemieślniczej. Był uczniem wrocławskiego Gimnazjum Marii Magdaleny. Od 1699 studiował matematykę, fizykę i teologię na Uniwersytecie w Jenie. W czasie studiów zapoznał się z teologią scholastyczną, kartezjanizmem oraz fizyką newtonowską. W końcu 1702 habilituje się na podstawie rozprawy Philosophia practica universalis mathematica methodo conscripta, w której zaczyna szukać sposobu na reformę filozofii praktycznej poprzez zastosowanie metod matematycznych.
Znaczący wpływ na kształtowanie jego poglądów posiadał Gottfried Wilhelm Leibniz. Od 1703 Wolff wykładał na Uniwersytecie w Lipsku jako tzw. prywatny nauczyciel (privatdozent), a w 1706, dzięki rekomendacji Leibniza, otrzymał katedrę matematyki i filozofii na Uniwersytecie w Halle. Rozwijał tam racjonalistyczną filozofię oraz teologię dogmatyczną i systematyczną w duchu Oświecenia. W 1710 został przyjęty w poczet członków Londyńskiej Akademii Nauk, a w 1711 Berlińskiej Akademii Nauk.
W Halle zajmował się również seksualnością człowieka w ramach tzw. Zeugungslehre. Wykłady z tej dziedziny, które prowadził dla studentów, odbywały się głównie w języku niemieckim (zamiast zwyczajowej łaciny).
Halle było główną siedzibą pietyzmu, nowego nurtu w kościele ewangelickim zwracającego się ku osobistej pobożności. Wolff długi czas pozostawał w sporze z ideologami owego ruchu. Do wybuchu doszło, gdy Wolff, analizując konfucjanizm, pochwalił w nim czystą moralność oraz siłę ludzkiego intelektu zdolnego o własnych siłach prowadzić życie etyczne, co było nie do przyjęcia dla zwolenników pietyzmu. W efekcie Wolff został posądzony o ateizm, pozbawiony katedry i wypędzony w 1723 z Halle. Na mocy dekretu króla Fryderyka Wilhelma I dostał 48 godzin na opuszczenie Prus, pod groźbą kary śmierci, co było najgłośniejszym dramatem w sferach naukowych w XVIII w. Znalazł dla siebie katedrę w Marburgu. W 1740 Fryderyk II przyjął go ponownie na Uniwersytet w Halle gdzie w 1743 został rektorem. Zmarł w Halle 9 kwietnia 1754 roku.
Wolff był żonaty i miał kilkoro dzieci.

## Poglądy
W swoim głównym dziele Wstępna rozprawa nad filozofią w ogólności (niem. Einleitende Abhandlung über Philosophie im allgemeinen) dzielił nauki na trzy następujące rodzaje:
- Filozoficzne, które są najwyższym typem poznania i podają racje istnienia rzeczy. Tylko te nauki są prawdziwe i jasne.
- Historyczne, które dotyczą rzeczy istniejących i uchwytnych w empirycznym doświadczeniu. Są one niepewne, ale potrzebne, gdyż dostarczają materiału badaniom filozoficznym.
- Matematyczne, mówiące o ilości.

Podobnie i nauki dzielił na teoretyczne i praktyczne.
- Teoretyczne to ogólna nauka o bycie (ontologia) oraz trzy szczegółowe nauki o rodzajach bytów: kosmologia, psychologia i teologia.
- Praktyczne zaś składały się z etyki, polityki i ekonomiki.

Jego filozofia opierała się na racjonalizmie. Pierwszą zasadą nauki miała być zasada sprzeczności z której wywodził zasadę racji dostatecznej. Filozofia była dla niego „nauką o wszystkim, co jest możliwe. Możliwie zaś jest to, co bez wewnętrznej sprzeczności może być nazwane”. Ta przyjęta przez niego definicja usprawiedliwiała rozszerzenie filozofii na dziedziny, które dotąd nie były przedmiotem zainteresowania filozofii, jak choćby prawo. Przyznawał jednak, że nauki racjonalne traktują jedynie o możliwości a nie rzeczywistości, jednocześnie zaś był daleki od idealizmu, gdyż nie odrzucał doświadczenia zmysłowego, lecz postulował jego zgodność z rozumem. System ten odpowiadał naturalnemu obrazowi świata, dzięki czemu mógł on w dziedzinach praktycznych, takich jak polityka czy religia wykazywać zgodność racjonalnych danych rozumowych ze stanem faktycznym. Na tej systematycznej podwalinie rozwijał on interesujące go tematy, które przyniosły mu wielką popularność.
Wolff uważał, że Bóg dał człowiekowi zdolność przeżywania orgazmu, aby zachęcić go do rozmnażania; pożądanie nie jest zatem grzechem. Filozof zdawał sobie sprawę, że przyjemność ze stosunku mogą czerpać zarówno mężczyźni, jak i kobiety.

## Znaczenie myśli Wolffa
Znaczenie Wolffa dla historii myśli i kultury XVIII w. jest nie do przecenienia. Opracowana przez Wolfa doktryna filozoficzna miała charakter eklektyczny i praktyczny. Usiłował on pogodzić wiarę w prawdy objawione z nową, racjonalistyczną filozofią i nauką, co udało mu się lepiej, niż teologom i filozofom katolickim. Uważał, że tylko połączenie myślenia racjonalistycznego i wyników uzyskiwanych przez rodzące się nauki ścisłe z prawdami wiary może uchronić te ostatnie przed wpływami deizmu.
Wolfizm był wykładany w praktycznie wszystkich uczelniach niemieckich, a także miał wielkie wpływy na Europę północną i środkową oraz Italię. Poglądy Wolffa były bardzo popularne w Saksonii, gdzie powstało nawet specjalne towarzystwo rozpowszechniające jego naukę. Wywarły one także znaczny wpływ na rozwój wczesnego oświecenia w Rzeczypospolitej, przenikając najpierw przez gimnazja akademickie Gdańska i Torunia, a następnie poprzez Włochy, gdzie myśl Wolffa spotkała się z dużym uznaniem na uczelniach katolickich. Był on autorem licznych podręczników, które, w swej wersji łacińskiej, uzyskały imprimatur Benedykta XIV. W Polsce korzystano z nich w kolegiach teatynów i pijarów. Przez pewien czas noszono się nawet z zamiarem sprowadzenia Wolffa na Uniwersytet Krakowski.
W Niemczech znaczenie Wolffa spada od czasów Kanta, który przeciwstawił się w filozofii teoretycznej bezkrytycznemu dogmatyzmowi Wolffa, a w filozofii praktycznej odrzucił wolfiański eudajmonizm. Ożywienie zainteresowań jego myślą obserwuje się od lat 60. XX wieku, z racji na nowe, krytyczne wydanie jego dzieł.
Wolff, poza filozofią, miał także wpływ na ustawodawstwo pruskie, a także na amerykańską Deklarację Niepodległości.

## Dzieła
Wolff opublikował co najmniej kilkanaście prac, po niemiecku i po łacinie:
- 1710: Anfangsgründe aller mathematischen Wissenschaften,
- 1712: Vernünftige Gedanken von den Kraften des menschlichen Verstandes,
- 1719: Vernünftige Gedanken von Gott, der Welt und der Seele des Menschen,
- 1720: Vernünftige Gedanken von der Menschen Thun und Lassen,
- 1721: Vernünftige Gedanken von dem gesellschaftlichen Leben der Menschen,
- 1723: Vernünftige Gedanken von den Wirkungen der Natur,
- 1724: Vernünftige Gedanken von den Absichten der natürlichen Dinge,
- 1725: Vernünftige Gedanken von dem Gebrauche der Theile in Menschen, Thieren und Pflanzen,
- 1728: Philosophia rationalis, sive logica,
- 1729: Philosophia prima, sive Ontologia,
- 1731: Cosmologia generalis,
- 1732: Psychologia empirica,
- 1734: Psychologia rationalis,
- 1736–37: Theologia naturalis,
- 1738–39: Philosophia practica universalis,
- 1740–49: Jus naturae and Jus Gentium,
- 1750–53: Philosophia moralis.